# Mimosa procurrens
Mimosa procurrens är en ärtväxtart som beskrevs av George Bentham. Mimosa procurrens ingår i släktet mimosor, och familjen ärtväxter. Inga underarter finns listade i Catalogue of Life.